# Praia de Gaibu
Vista da Praia de Gaibu.
A Praia de Gaibu é uma das mais conhecidas do litoral pernambucano, localizada no município do Cabo de Santo Agostinho. A palavra Gaibu se origina do tupi, que significa vale do olho d'água. Seu mar de águas cristalinas a torna ótima para o banho e o surfe e também tem várias piscinas naturais.